# Lophoptera brunneipennis
Lophoptera brunneipennis là một loài bướm đêm trong họ Noctuidae.